# Eranthis sibirica
Eranthis sibirica är en ranunkelväxtart som beskrevs av Dc.. Eranthis sibirica ingår i släktet vintergäckar, och familjen ranunkelväxter. Inga underarter finns listade i Catalogue of Life.